# UEFA Conference League
La UEFA Conference League, meglio nota come Conference League e fino alla stagione 2023-2024 come UEFA Europa Conference League, è una competizione calcistica continentale per squadre di club organizzata dalla UEFA, la terza per prestigio dopo la Champions League e l'Europa League.

## Storia
Nel 2015 l'ente europeo considerò la possibilità di aggiungere una terza manifestazione continentale il cui accesso avrebbe riguardato i club non qualificati in Europa League, nonché le compagini eliminate nei preliminari di Champions League e nella fase a gironi di Europa League.
Il 2 dicembre 2018, in occasione del sorteggio per le qualificazioni all'Europeo 2020, l'UEFA annunciò che la competizione (provvisoriamente rinominata «UEFA Europa League 2») sarebbe iniziata nel 2021. Il nome «UEFA Europa Conference League» è stato poi ufficializzato il 5 ottobre 2019.
Le partite si giocano il giovedì in contemporanea con quelle della UEFA Europa League in due fasce orarie: 18:45 e 21:00 CET.
Essendo fortemente correlata con la UEFA Europa League, a livello di marketing il torneo utilizza logo e grafiche simili e il medesimo inno di quest'ultima.
La prima finale della storia della competizione si è tenuta all'Arena Kombëtare di Tirana, in Albania il 25 maggio 2022, come annunciato dal comitato esecutivo dell'UEFA il 3 dicembre 2020: essa è stata vinta dagli italiani della Roma sugli olandesi del Feyenoord, con il punteggio di 1-0.
A partire dalla fase a eliminazione diretta della seconda edizione, la competizione vede l'introduzione del VAR.
Il torneo ha cambiato nome in UEFA Conference League a partire dall'edizione 2024-2025.

## Formula

### Turni di qualificazione
I turni preliminari seguono uno schema simile a quelli di Champions League, con la suddivisione nei percorsi «campioni» e «piazzate»: a differenza del massimo torneo, nel percorso «campioni» competono le squadre eliminate nelle qualificazioni per la fase a gruppi della Champions League e dell'Europa League.
Per quanto riguarda il percorso «piazzate», si fa riferimento al tradizionale criterio del ranking UEFA, che assegna numerazione variabile di squadre con cui ogni federazione compete, come di seguito indicato:
- le nazioni dal 1º al 5º posto, cui spetta una sola rappresentante;
- le nazioni dal 6º al 15º posto, con due rappresentanti;
- le nazioni dal 16º al 50º posto, con tre rappresentanti;
- le nazioni dal 51º al 55º posto, con due rappresentanti;
- la federazione del Liechtenstein, con la vincitrice della coppa nazionale non essendovi un campionato locale.[12]

### Fase campionato
Fino all'edizione 2023-2024 la fase a gironi si è composta, come per la UEFA Champions League e la UEFA Europa League, di 32 squadre, con 8 gruppi da 4 squadre ciascuno, venendo poi seguita dalla fase a eliminazione diretta.
Dalla stagione 2024-2025 la formula è simile a quella delle competizioni gemelle: un girone unico da 36 squadre in cui ciascuna di esse disputa sei partite contro altrettante compagini: le prime 8 classifcate si qualificano direttamente agli ottavi di finale, mentre le squadre tra il 9º e il 24º posto si qualificano agli spareggi per accedere agli ottavi di finale. Le ultime 12 squadre classificate della fase campionato sono eliminate.

### Fase a eliminazione diretta
La fase a eliminazione diretta inizia dagli spareggi, nei quali si affrontano le squadre piazzatesi tra il 9º e il 24º posto nella fase campionato; questi sono seguiti dagli ottavi di finale, che vedono le prime 8 classificate del girone unico affrontare le vincitrici degli spareggi, dai quarti di finale, dalle semifinali e dalla finale.
La vittoria del torneo garantisce la qualificazione all'edizione seguente della UEFA Europa League, a partire dalla fase campionato.

## Trofeo

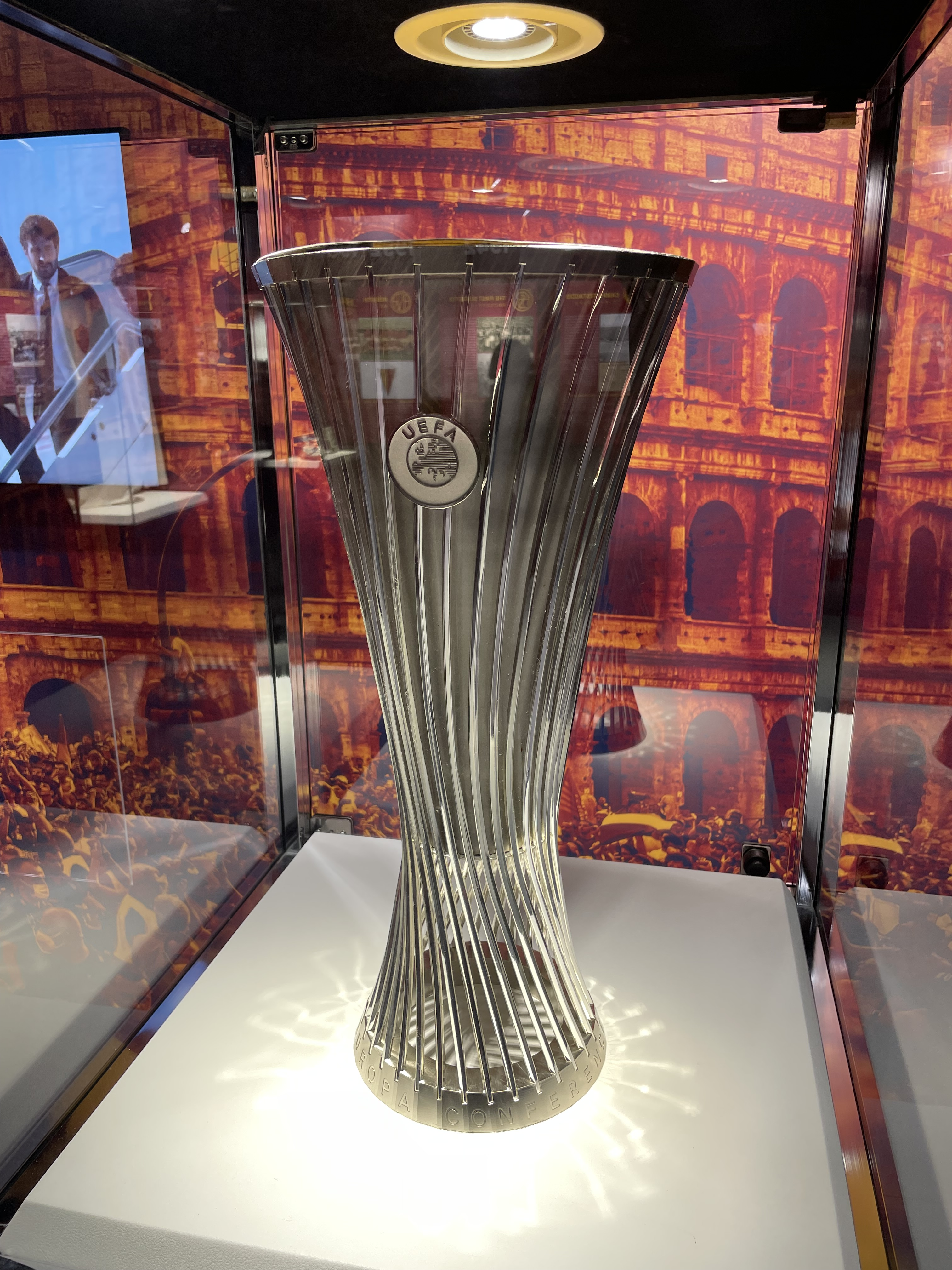
Il trofeo della UEFA Conference League in mostra a Roma.

Il trofeo è stato svelato il 24 maggio 2021. Misura 57,5 cm in altezza, ha un peso di 11 kg ed è composto da 32 spine esagonali, una per ogni squadra nella fase a gironi della competizione, che si torcono e si incurvano dalla base del trofeo.

## Premi in denaro
Premi UEFA Europa Conference League 2021-2022, quote di partenza (94,08 milioni di euro)
I 32 club qualificati alla fase a gironi ricevono ciascuno 2,94 milioni di euro.
Premi UEFA Europa Conference League 2021-2022, importi fissi (98,3 milioni di euro)
Per ogni partita della fase a gironi vengono assegnati dei bonus in base alle prestazioni: 500 000 euro per una vittoria e 160 000 euro per un pareggio. La squadra vincente di ogni gruppo riceverà 650 000 euro, mentre la seconda qualificata 350 000 euro. Gli importi non distribuiti sono raccolti e redistribuiti tra le squadre partecipanti alla fase a gironi con quote proporzionali al numero di vittorie.
I club che si qualificano alla fase a eliminazione diretta ricevono i seguenti contributi:
- qualificazione agli spareggi: 300 000 euro per club;
- qualificazione agli ottavi di finale: 600 000 euro per club;
- qualificazione ai quarti di finale: 1 milione di euro per club;
- qualificazione alle semifinali: 2 milioni di euro per club;
- qualificazione alla finale: 3 milioni di euro per club;
- la vincente della finale di UEFA Conference League riceverà 2 milioni di euro supplementari.

Inoltre, ogni campione nazionale che non si qualifica per le fasi a gironi di nessuna fase finale riceve 260 000 euro aggiuntivi.

## Albo d'oro e statistiche
Di seguito l'albo d'oro a partire dall'edizione inaugurale del 2021-2022. Dall'edizione 2024-2025 viene cambiato il nome in UEFA Conference League.
Le squadre in grassetto sono quelle al loro primo titolo e il numero tra parentesi indica i titoli ottenuti fino a quel momento, incluso quello conquistato nella stessa stagione.
- 2021-2022:   Roma
- 2022-2023:   West Ham Utd
- 2023-2024:   Olympiacos
- 2024-2025:   Chelsea

### Vittorie e piazzamenti per squadra
| Squadra      | Nazione     | Vittorie | Secondi posti | Finali giocate |
| ------------ | ----------- | -------- | ------------- | -------------- |
| Roma         | Italia      | 1        | 0             | 1              |
| West Ham Utd | Inghilterra | 1        | 0             | 1              |
| Olympiacos   | Grecia      | 1        | 0             | 1              |
| Chelsea      | Inghilterra | 1        | 0             | 1              |
| Fiorentina   | Italia      | 0        | 2             | 2              |
| Feyenoord    | Paesi Bassi | 0        | 1             | 1              |
| Betis        | Spagna      | 0        | 1             | 1              |

### Vittorie per federazione
| Nazione     | Finali vinte | Finali perse | Finali totali | Vincitrici                   | Finaliste      |
| ----------- | ------------ | ------------ | ------------- | ---------------------------- | -------------- |
| Inghilterra | 2            | 0            | 2             | West Ham Utd (1) Chelsea (1) | —              |
| Italia      | 1            | 2            | 3             | Roma (1)                     | Fiorentina (2) |
| Grecia      | 1            | 0            | 1             | Olympiacos (1)               | —              |
| Paesi Bassi | 0            | 1            | 1             | —                            | Feyenoord (1)  |
| Spagna      | 0            | 1            | 1             | —                            | Betis (1)      |

## Loghi

Dal 2021 al 2024
Dal 2024